# Donald G. Saari
Donald Gene Saari (* 9. März 1940 in Ironwood, Michigan) ist ein US-amerikanischer Mathematiker.

## Leben
Donald Saari studierte Mathematik an der Michigan Technological University (Bachelor 1962) und der Purdue University, an der er 1964 seinen Master-Abschluss machte und 1967 bei Harry Pollard mit einem Thema aus der Himmelsmechanik promoviert wurde (Singularities of the n-body problem of celestial mechanics). Als Post-Doktorand war er als Astronom an der Yale University. 1968 wurde er Assistant Professor, 1970 Associate Professor und 1974 Professor für Mathematik an der Northwestern University. Dort war er 1988 bis 2000 gleichzeitig Professor für Wirtschaftswissenschaft. Seit 2000 ist er Professor an der University of California, Irvine (UCI), am Institute for Mathematical Behavioral Sciences, dessen Direktor er seit 2003 ist. 2002 bis 2005 war er auch Direktor des Center for Decision Analysis an der UCI. Er lehrt auch am Pacific Institute of the Mathematical Sciences (PIMS), an dem er 2002 mit einem Distinguished Chair ausgezeichnet wurde.
Er ist bekannt für Arbeiten in der Himmelsmechanik (N-Körper-Problem) und Anwendungen der Mathematik in den Sozialwissenschaften, zum Beispiel in den mathematischen Wirtschaftswissenschaften und bei Wahlverfahren.
Saari ist Mitglied der National Academy of Sciences (2001), der American Association for the Advancement of Science, der American Academy of Arts and Sciences (2004) und der Finnischen Akademie der Wissenschaften. Er ist Ehrendoktor der Purdue University, der Universität Caen, der Michigan Technological University und der Universität Turku in Finnland. 1988 war er Guggenheim Fellow. 1999 erhielt er den Allendoerfer Award der MAA. Er ist Fellow der American Mathematical Society (AMS). Er war Herausgeber des Bulletin der AMS.
1985 erhielt er den Lester Randolph Ford Award, 1999 den Allendoerfer Award und 1995 den Chauvenet-Preis.
Donald G. Saari hat finnische Vorfahren. Er ist seit 1966 verheiratet und hat zwei Kinder.

## Schriften
- Mathematics and the dark matter puzzle, American Math Monthly 122 (2015) 407-423
- Collisions, rings, and other Newtonian N-body problems, American Mathematical Society 2005 (Russische Übersetzung 2009)
- mit Z. Xia Hamiltonian Dynamics and Celestial Mechanics, AMS, Contemporary Mathematics, 1988
- Geometry of voting, Springer Verlag 1994
- Basic geometry of voting, Springer Verlag 1995
- Decisions and elections. Explaining the unexpected, Cambridge University Press 2001
- Chaotic elections ! A mathematician looks at voting, AMS 2001
- Disposing dictators. Demystifying voting paradoxes, Cambridge University Press 2008
- The Way it Was: Mathematics From the Early Years of the Bulletin, American Mathematical Society, 2003
- mit Jeff Xia: Off to infinity in finite time, Notices AMS, 1995, Nr. 5, pdf
- Mathematics and Voting, Notices AMS, 2008, Nr. 4, pdf
- Mathematical complexity of simple economics, Notices AMS, 1995, Nr. 2, pdf
- Mathematics Motivated by the Social and Behavioral Sciences, SIAM 2018
- Mathematics of Finance. An Intuitive Introduction, Undergraduate Texts in Mathematics, Springer 2019
- Herausgeber mit Alain Chenciner, Richard Chushman, Clark Robinson, Zhihong Jeff Xia: Celestial Mechanics: Dedicated to Donald Saari for his 60th Birthday, Contemporary Mathematics 292, AMS 2002